# Cyrtopogon carpathicus
Cyrtopogon carpathicus är en tvåvingeart som först beskrevs av Mario Bezzi 1927.  Cyrtopogon carpathicus ingår i släktet Cyrtopogon och familjen rovflugor. Inga underarter finns listade i Catalogue of Life.